# Карабулак (Маканчинский район)
Карабулак (каз. Қарабұлақ) — село в Маканчинском районе Абайской области Казахстана. Административный центр Карабулакского сельского округа. Код КАТО — 636465100.

## Население
В 1999 году население села составляло 2115 человек (1091 мужчина и 1024 женщины). По данным переписи 2009 года, в селе проживали 1623 человека (834 мужчины и 789 женщин).